# Aiza Seguerra
Aiza Seguerra, född 17 september 1983 i Manila, är en filippinsk sångerska. 

## Karriär
Seguerra påbörjade sin karriär som skådespelerska redan år 1987, endast fyra år gammal. År 1995 påbörjade hon sin musikkarriär. Hennes sång "Pagdating Ng Panahon" från år 2001 vann priserna för "Bästa popinspelning", "Årets bästa producerade skiva" och "Årets låt" vid Awit Awards. Sedan dess har hon fortsatt spela in musik och vunnit flera priser för det. Sedan hon var barn har hon medverkat i filmer och TV-serier och vunnit flera priser för sitt skådespeleri.